# Portret damy (powieść)
Portret damy (ang. Portrait of a Lady) – powieść pisarza Henry'ego Jamesa. Po raz pierwszy powieść ukazywała się w latach 1880–1881 w czasopismach „The Atlantic Monthly” i „Macmillan's Magazine”. W formie książki została wydana w 1881 przez bostońskie wydawnictwo Houghton, Mifflin and Company.
W opinii krytyków powieść Portret damy zamyka pierwszy okres twórczości Jamesa i jest najlepszą książką w całej jego twórczości.

## Fabuła
Po śmierci rodziców Izabela Archer, młoda Amerykanka z Nowego Jorku, zostaje zaproszona przez swoją ciotkę ze strony matki Lidię Touchett do podlondyńskiej posiadłości jej męża, Daniela Touchetta. Poznaje tam cierpiącego na gruźlicę syna Lidii, kuzyna Ralpha Touchetta, za którego sprawą otrzymuje w niedługim czasie w spadku po Danielu pokaźny majątek. Odrzuca oświadczyny sąsiada Touchettów – lorda Warburtona. Również nie przyjmuje oświadczyn Amerykanina, charyzmatycznego Caspara Goodwarda, zamożnego syna właścicieli bostońskiej fabryki.
Po otrzymaniu spadku po wuju, podróżuje po Europie wspólnie z amerykańską znajomą pani Merle. Przez nią też poznaje wdowca Gilberta Osmonda, mieszkającego wraz ze swoją córką Pansy z pierwszego małżeństwa we Florencji, zajmującego się kolekcjonowaniem dzieł sztuki. Zafascynowana pozorami wytworności Osmonda, szybko zgadza się na jego propozycję małżeństwa. Niedługo po ślubie odkrywa, że Osmond jest egocentrykiem, który za namową pani Merle zgodził się na ślub z Izabelą jedynie ze względu na jej pieniądze. Życie we Włoszech staje się dla niej torturą, a pałac, w którym mieszka z Osmondem – prawdziwym więzieniem.  
Na wiadomość o pogarszającym się stanie zdrowia Ralpha, pomimo zakazu męża, wyjeżdża do Anglii, by pożegnać kuzyna. Spotyka tam Caspara Goodwarda, który po raz kolejny stara się nakłonić ją do powrotu z nim do Ameryki. Mimo pocałunku, Izabela ucieka i następnego dnia wyrusza do Rzymu.  
Zakończenie jest niejednoznaczne i czytelnik może zastanawiać się, czy Izabela wróciła do Osmonda, aby przeżyć swoje małżeństwo w szlachetnej tragedii (być może ze względu na Pansy), czy też zamierza uratować Pansy i opuścić Osmonda. 

## Adaptacje
- 1968 – miniserial telewizyjny Portret damy wyprodukowany przez BBC, z Suzanne Neve w roli Isabel i Richardem Chamberlainem w roli Ralpha Touchetta.
- 1996 – film Portret damy w reżyserii Jane Campion, w którym występują Nicole Kidman (Izabela), John Malkovich (Osmond), Barbara Hershey (pani Merle), Viggo Mortensten (Caspar Goodwood).